# Witold Wojtkiewicz
Witold Wojtkiewicz (sinh ngày 29 tháng 12 năm 1879 tại Warsaw – mất ngày 14 tháng 6 năm 1909 tại Warsaw) là một họa sĩ, họa sĩ minh họa, họa sĩ thiết kế và in ấn người Ba Lan. Dù ông thường được xem là một họa sĩ theo chủ nghĩa biểu hiện, một số tác phẩm của ông là tiền thân của chủ nghĩa siêu thực.

## Tiểu sử

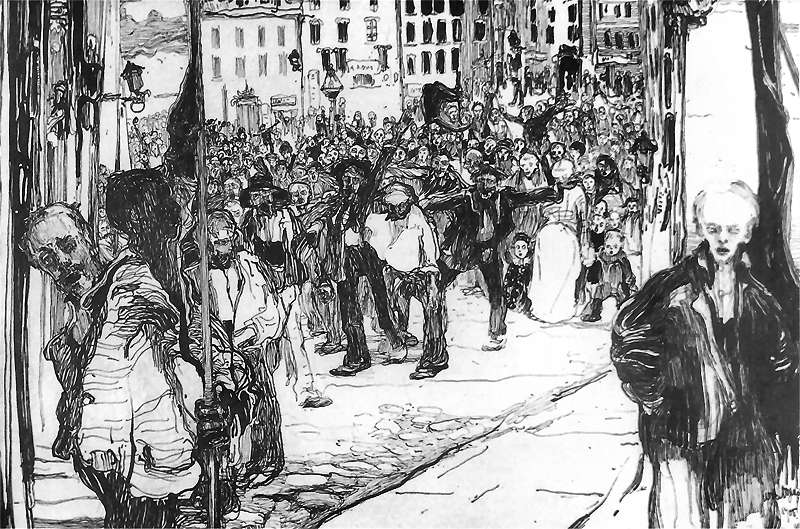
Diễu hành (1905)

Witold Wojtkiewicz xuất thân trong một gia đình có mười một người con. Cha ông làm thủ quỹ trưởng của Ngân hàng Handlowy và không ủng hộ mơ ước trở thành họa sĩ của ông. Tuy nhiên, ông vẫn theo học Trường hội họa Warsaw, làm học trò của Jan Kauzik. Sau một thời gian ngắn cố gắng theo học tại Học viện Nghệ thuật Hoàng gia, Witold Wojtkiewicz tiếp tục học tại Học viện Mỹ thuật Kraków từ năm 1903 đến năm 1904, làm học trò của Leon Wyczółkowski. Ông trang trải cuộc sống bằng công việc vẽ minh họa cho tạp chí châm biếm Liberum Veto.
Năm 1905, Witold Wojtkiewicz là nhân chứng của cuộc Khởi nghĩa Warsaw và đã vẽ một số bản phác thảo được lưu truyền rộng rãi về sự kiện này. Cuối năm đó, ông trở thành thành viên của "Grupa Pięciu" (Group of Five), cùng nhóm với Leopold Gottlieb, Wlastimil Hofman, Mieczysław Jakimowicz và Jan Rembowski. Năm 1908, ông gia nhập Hội Nghệ sĩ Ba Lan "Sztuka" và bắt đầu triển lãm tác phẩm tranh của mình khắp Ba Lan và Áo.
Witold Wojtkiewicz từng hợp tác với các thành viên của cabaret Zielony Balonik để vẽ ra những bức tranh màu nước hiện vẫn có thể được chiêm ngưỡng tại quán cà phê Jama Michalika. Ông cũng vẽ minh họa cho các tác phẩm của bạn ông là nhà văn Roman Jaworski. Ngoài ra, ông còn vẽ họa tiết và chữ cái mạ vàng cho nhiều sách và bưu thiếp.
Tại một triển lãm ở Berlin vào năm 1906, Witold Wojtkiewicz thu hút sự chú ý của André Gide. Năm 1907, André Gide đã tổ chức cho ông một triển lãm tại Galerie Druet ở Paris.
Witold Wojtkiewicz mắc bệnh tim bẩm sinh không thể chữa được nên qua đời ở tuổi 29. Theo yêu cầu của mẹ ông, cuốn nhật ký của ông được đặt chung trong quan tài cùng với hài cốt của ông. Một cuộc truy điệu lớn đã được tổ chức tại Bảo tàng Quốc gia, Kraków vào năm 1976.

## Tranh tiêu biểu

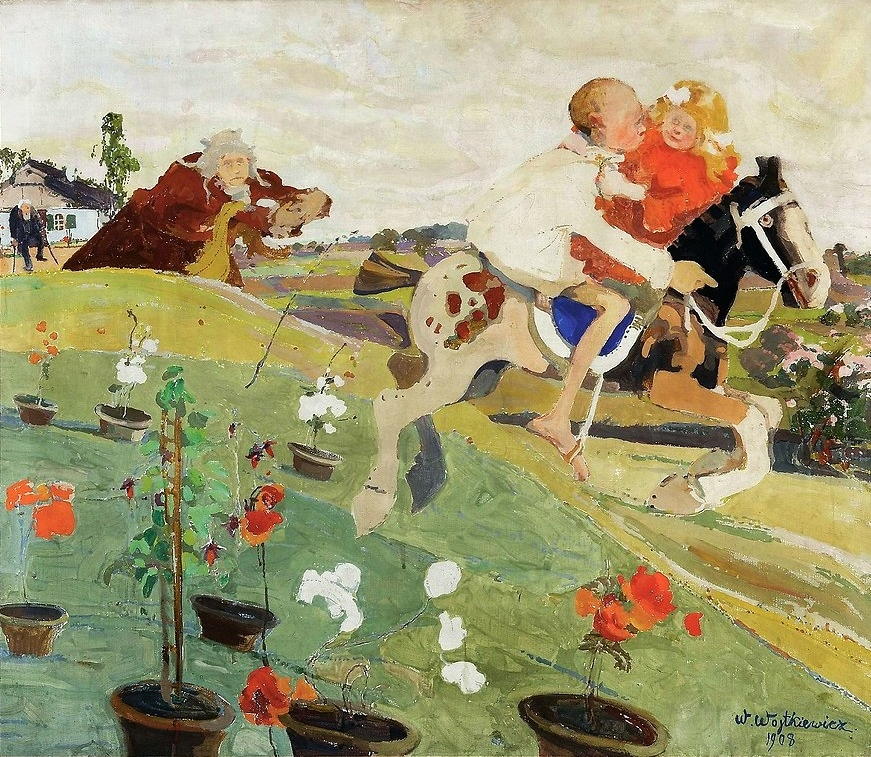
Bắt cóc Công chúa
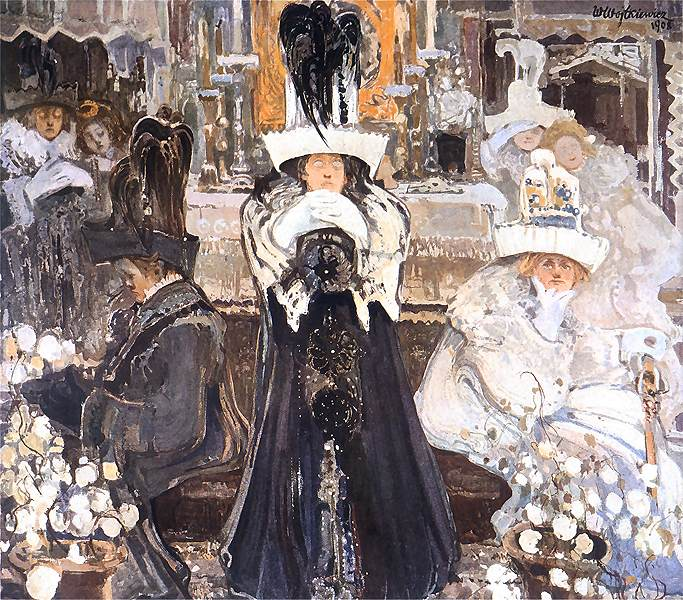
Tĩnh tâm, Thứ Tư Lễ Tro
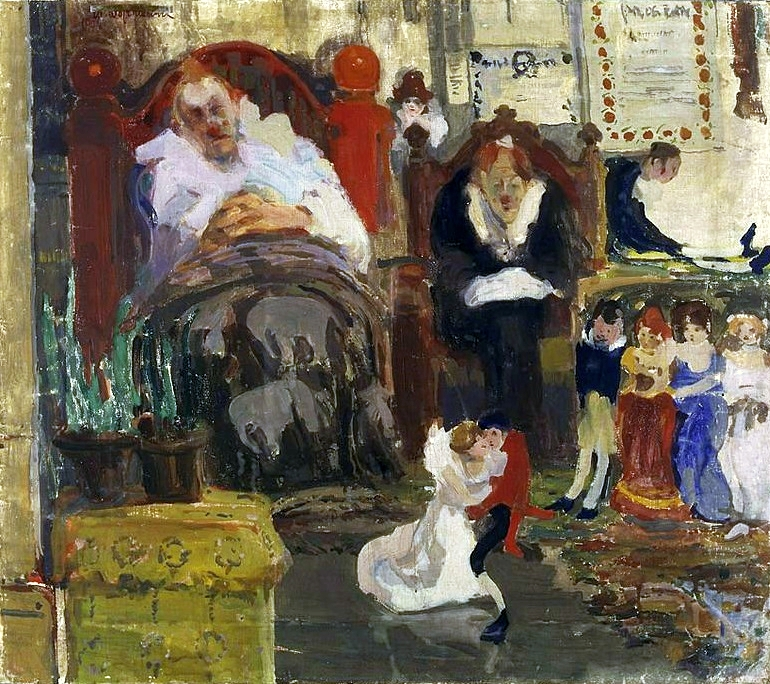
Múa rối
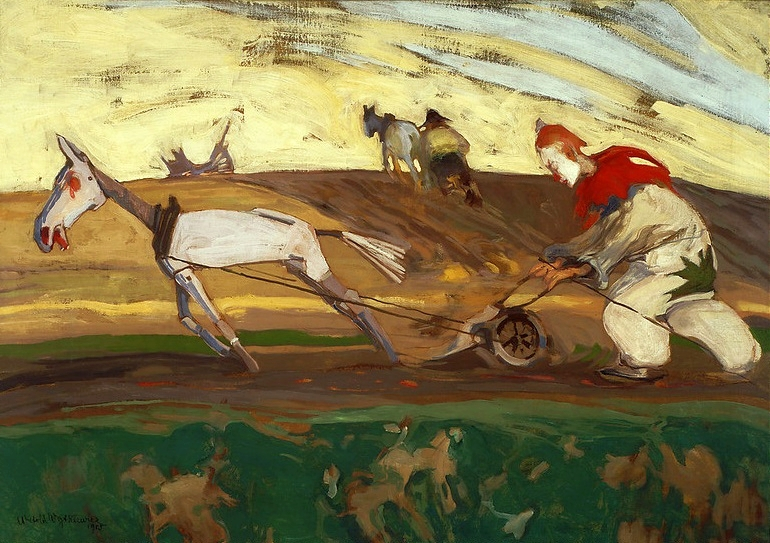
Cày bừa